# Pintura antigua de Asia

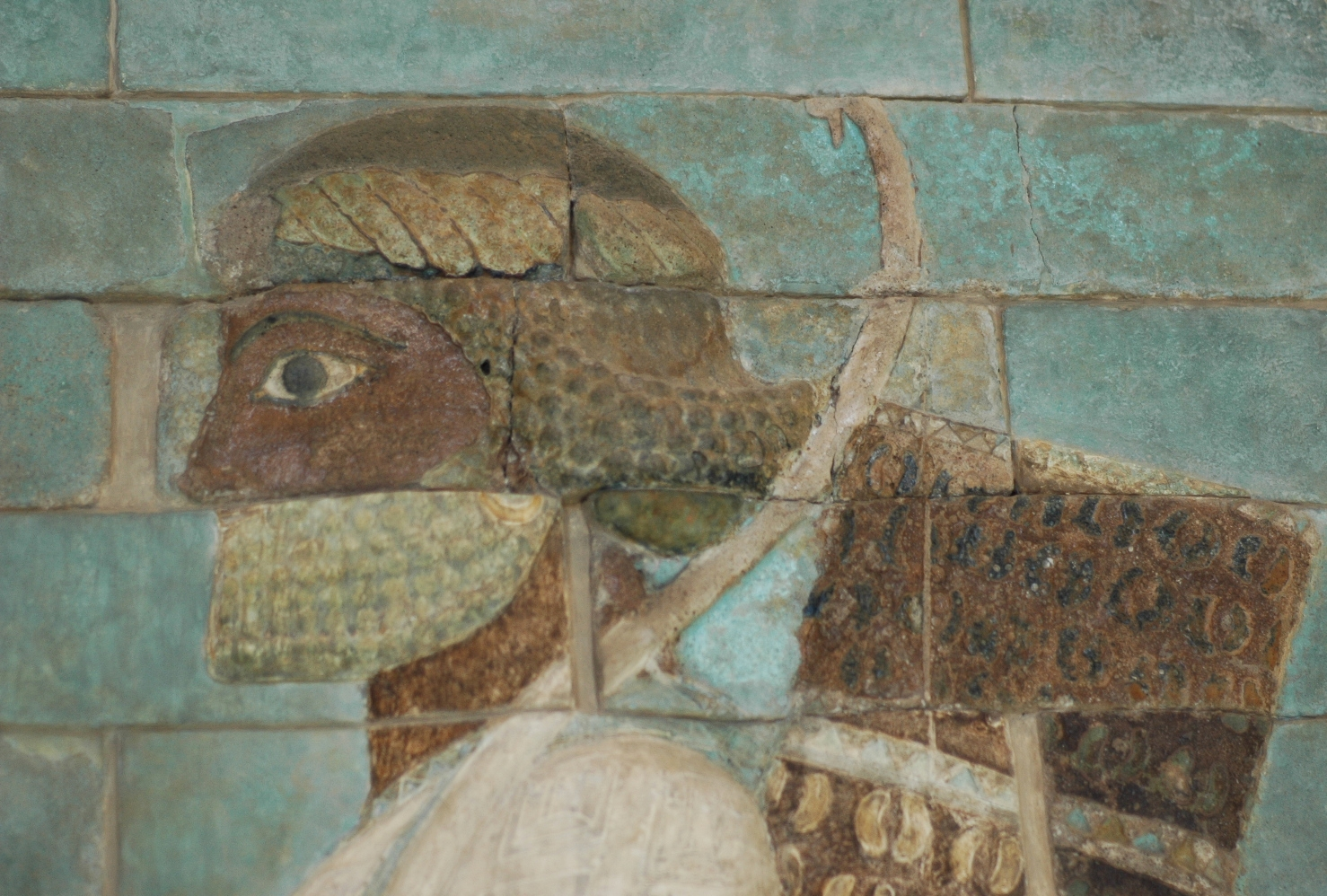
Detalle del Friso de los arqueros.

De los caldeos, asirios y medo-persas se conocen como obras de pintura de las decoraciones de ladrillos vidriados (azulejos) y de relieve y asimismo otras murales sobre estuco. En todas ellas, se divisan figuras de personas, animales, florones y palmetas trazadas con una técnica semejante a sus esculturas o relieves. Son notables entre los mencionados ladrillos esmaltados, el del palacio de Nimrud (siglo VII a. C.) que hoy se halla en el Museo Británico, los del palacio de Sargón en Kórsabad (siglo VIII a. C.) y los célebres Friso de los leones y Friso de los arqueros del palacio de Susa (siglo IV a. C.), hoy en el Museo del Louvre. Se distinguieron también los asirios y persas en la composición de mosaicos para pavimento con labores geométricas y de allí se importó su conocimiento a Europa al igual que de su cerámica esmaltada.
En la India, se decoraban los muros de importantes edificios con frescos de vivos colores representando varias escenas de caza y procesiones en honor de Buda y se animaban con esmalte y policromía las estatuas o relieves de las divinidades. Sólo las figuras de animales y las de Buda se hallan tratadas en la antigua India con cierta imitación del natural de que desdichadamente se ven privadas las representaciones mitológicas.
En China y Japón se cultivó la pintura a la vez que la escritura jeroglífica y de trazos caligráficos, desde varios siglos antes de la era cristiana. Hacia los comienzos de ésta se empezaron a pintar las figuras con bastante sentimiento de realidad aunque se presentan casi siempre con cierto amaneramiento de fórmula y de raza. Se fijan los artistas chinos en el contorno del dibujo y en la perspectiva lineal preocupándoles poco o nada el claroscuro y es característico en ellos el representar en un cuadro todas las variantes de una escena, repitiendo las figuras de los personajes en acción. Son de muy antiguo célebres sus pinturas sobre porcelana (quizás desde los principios de nuestra era) con dibujos típicos de follaje y otras figuras extrañas. La más antigua pintura del Japón, entre las conocidas, data del siglo VII de la era cristiana.